# 鈍頰黃魴鮄
鈍頰黃魴鮄，為輻鰭魚綱鮋形目牛尾魚亞目黃魴鮄科的其中一種，分布於中西太平洋的菲律賓海域，棲息深度可達82公尺，體長可達23公分，為底棲性魚類，屬肉食性，生活習性不明。

## 擴展閱讀
維基物種上的相關：鈍頰黃魴鮄